# レジャン語
レジャン語（Rejang）はマレー・ポリネシア語派に属する言語である。話者はインドネシアのブンクル州に居住するレジャン族の人々である。話者数は100万人以下である。